# Escolas de Boas Maneiras

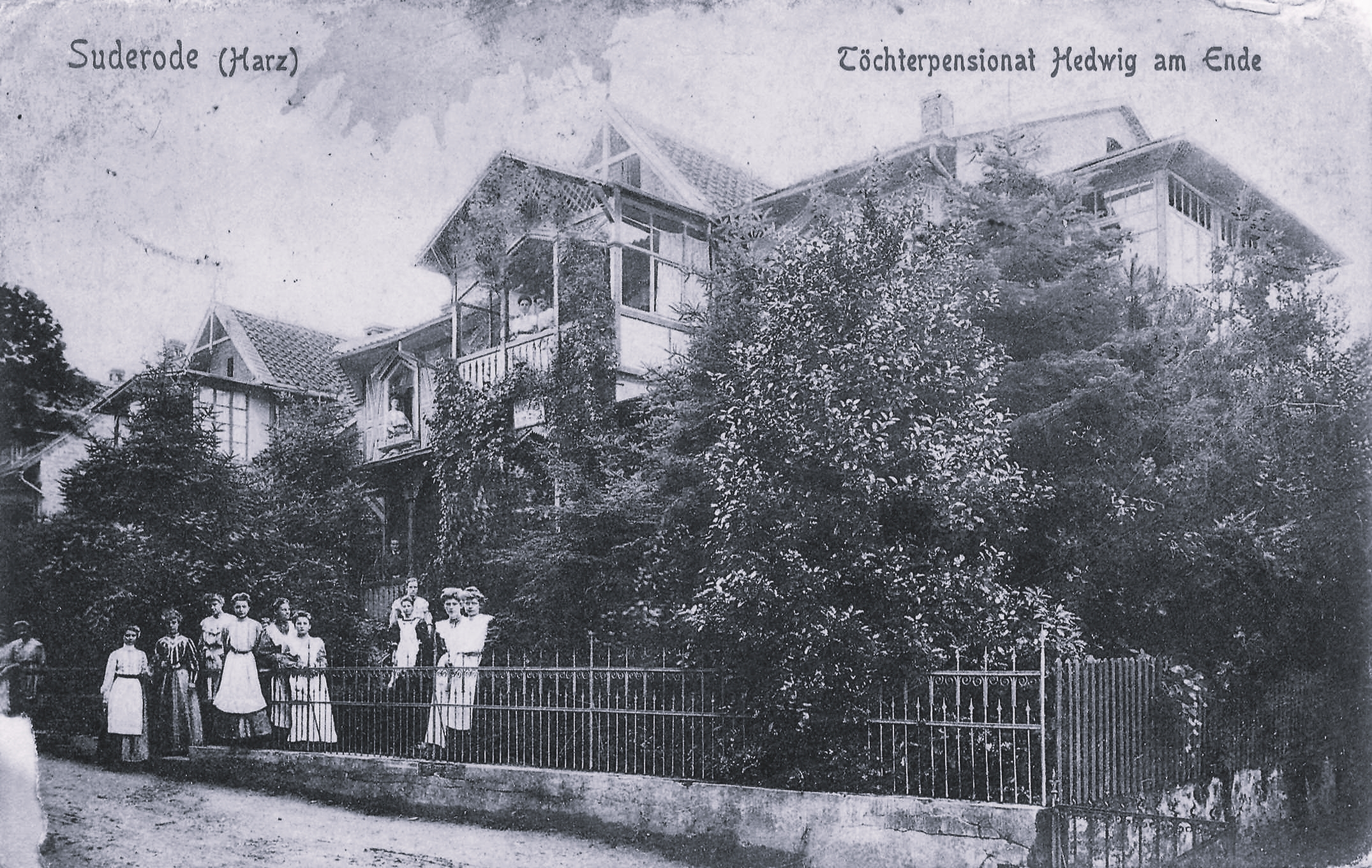
Escola de Boas Maneiras da Alemanha

Uma Escola de Boas Maneiras foca em ensinar a meninas e mulheres jovens os ritos culturais da classe alta para ingressarem na sociedade. As aulas nessas escolas geralmente focavam em regras de etiqueta e outras matérias que as escolas da época não davam. Nos Estados Unidos, essas escolas eram ás vezes chamadas de Escolas de Charme. Geralmente, essas escolas davam cursos intensivos ou programas de um ano.
Os anos 1960 marcaram a queda das Escolas de Boas Maneiras pelo mundo todo. Em 1990, algumas dessas escolas foram abertas, mas com mudanças radicais se comparadas ás Escolas originais.